# Koeleria biebersteinii
Koeleria biebersteinii là một loài thực vật có hoa trong họ Hòa thảo. Loài này được M.G.Kalen. mô tả khoa học đầu tiên năm 1977.